# USS Seawolf (1997)
De USS Seawolf (SSN-21) is de eerste onderzeeboot van de gelijknamige klasse kernonderzeeërs van de Amerikaanse marine. Het is de vierde Amerikaanse onderzeeër die genoemd is naar de zeewolf. De onderzeeboot werd in gebouwd door de divisie 'Electrical Boat' van de firma General Dynamics, in samenwerking met Newport News Shipbuilding. In 1995 gebeurde de tewaterlating en de scheepsdoop door Margaret Dalton. Twee jaar later werd het in dienst genomen, met David M. McCall als bevelvoerder.
Het ontwerp dateert uit de Koude Oorlog, het was bedoeld als antwoord op de Sovjet-Russische Akula-klasse en moest de Los Angelesklasse vervangen. Oorspronkelijk waren er 29 boten gepland, maar na het einde van de Koude Oorlog werd het ontwerp als te duur gezien. Er zijn uiteindelijk drie boten van de klasse gebouwd. In de plaats er van werd de kleinere, maar uiteindelijk duurdere, Virginiaklasse ontworpen.

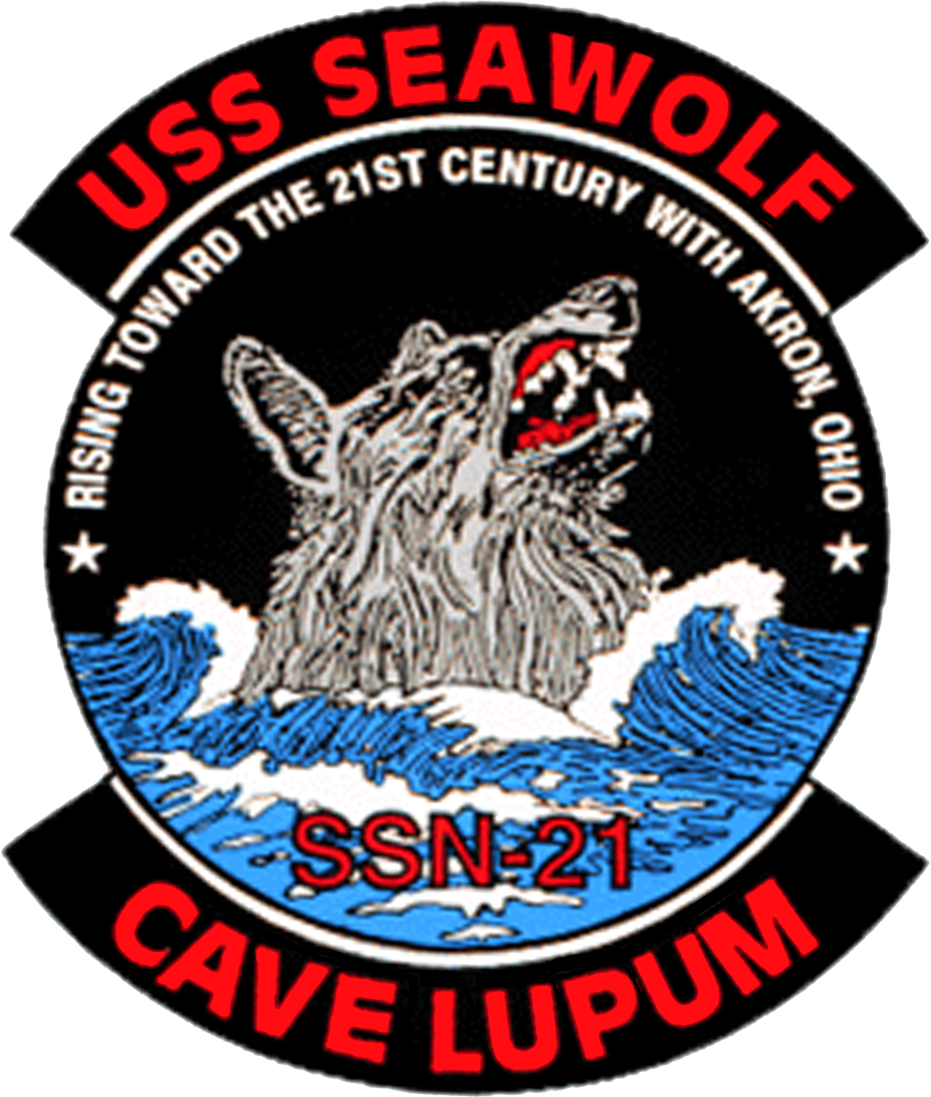
Insigne

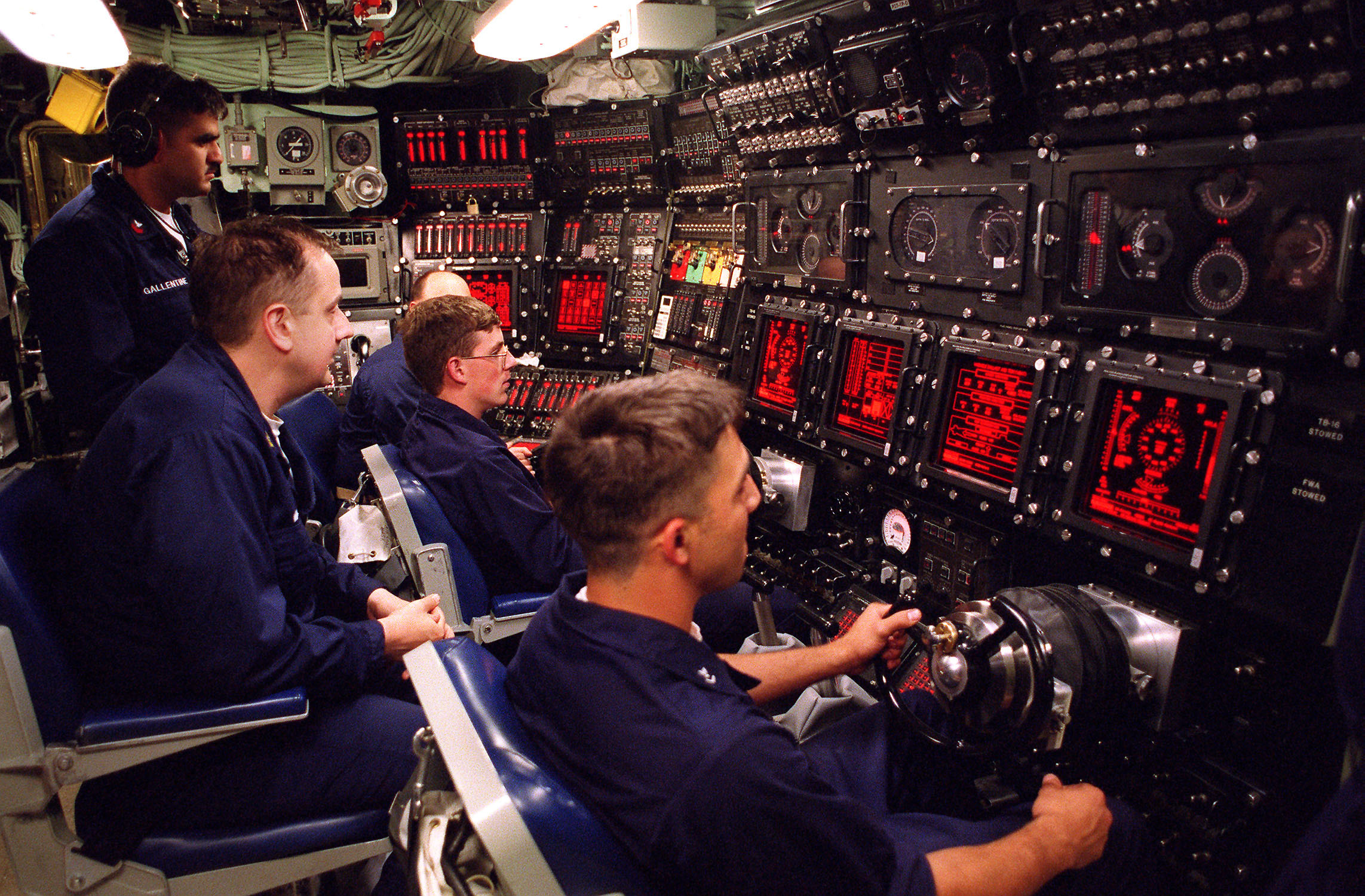
Controlekamer van de USS Seawolf (SSN-21)

## Missies
- 2001 - Noord-Atlantische Oceaan
- 2003 - Noord-Atlantische Oceaan
- 2006 - Westelijke Grote Oceaan

## Onderscheidingen

### 2007
- Tactical White "T"
- Battle Efficiency "E" Ribbon
- Marjorie Sterrett Battleship Fund Award